# Farpoint-Observatorium
Das Farpoint-Observatorium (Farpoint Observatory) ist eine Sternwarte in Kansas. Es ist im Besitz der Northeast Kansas Amateur Astronomers' League (NEKAAL) und wird auch durch diese betrieben.
Es ist auf dem Gelände der Mission Valley High School in Eskridge, Kansas, etwa 30 Meilen südwestlich von Topeka, im Wabaunsee County angesiedelt und trägt die IAU-Nummer 734. Das Observatorium wurde im Jahre 1996 fertiggestellt. Seitdem wurden dort durch das Farpoint Asteroid Search Team (FAST) mehr als 600 Asteroiden entdeckt sowie der lichtschwächste Komet, der je von einem Amateurastronomen identifiziert wurde.
Als Hauptinstrument dient ein Herschel-Teleskop mit einem Durchmesser von 27 Zoll, das mit einem Zuschuss der NASA von der University of Kansas übernommen werden soll.